# Transkription (Musik)
Transkription (lat. trans-scribere, wörtlich „hinüber-schreiben“) hat in der Musik verschiedene Bedeutungen:
- Die Umarbeitung eines Werkes für eine andere Besetzung – siehe hierzu den ersten Abschnitt.
- Die Übertragung von akustisch wahrgenommener Musik in eine Notenschrift – siehe hierzu den zweiten Abschnitt.
- Die Umschreibung von einer Notenschrift in eine andere, zum Beispiel der Griffnotation für die Gitarre in das Fünfliniensystem. Dies wird auch als Transnotation bezeichnet.

Die Umgestaltung etwa eines Klavierstückes zu einer Orchesterfassung heißt „instrumentieren“ bzw. Instrumentation oder „orchestrieren“ bzw. Orchestration. Im Bereich Blues, Jazz, Rock- und Popmusik sowie in der Volksmusik bezeichnet man das Bearbeiten für eine andere Besetzung als „Arrangieren“ und das Ergebnis als Arrangement. Der Begriff des Arrangements ist jedoch wesentlich breiter und umfasst beispielsweise auch Kompositionen, bei denen aus Teilen verschiedener Werke ein neues Werk zusammengestellt wird.

## Bearbeitungen von Musikwerken für eine andere Besetzung

### Barockmusik
In der Musik des Barock wurden – außer in virtuosen Solopartien – instrumentenspezifische Effekte noch nicht so häufig ausgenutzt; daher war es meist einfach, ein Werk für andere Instrumente zu arrangieren und kam daher häufig vor. Bereits Johann Sebastian Bach bearbeitete fremde und eigene Werke für neue Besetzungen. Bei seinen Sechzehn Konzerten für Cembalo solo (BWV 972–987) handelt es sich beispielsweise um Werke fremder Komponisten – sechs dieser Konzerte stammen von Antonio Vivaldi, andere von Benedetto Marcello und Georg Philipp Telemann.
Auch unter Bachs Konzerten für Cembalo und Orchester finden sich viele Transkriptionen. So sind die Cembalokonzerte in D-Dur und g-Moll Bearbeitungen seiner bekannten Violinkonzerte. Umgekehrt konnten dank dieser Übertragungen auch verschollene Frühfassungen rekonstruiert werden – ein bekanntes Beispiel ist sein Konzert für Violine und Oboe, das aus einem Konzert für zwei Cembali c-moll BWV 1060 rekonstruiert wurde.
In Leipzig hatte Bach zunächst keine Aufführungsmöglichkeit für die in Weimar und Köthen entstandenen Instrumentalkonzerte. So verwendete er sie in seinen Kantaten: Manchmal unverändert als instrumentale Einleitungen, aber oft komponierte er weitere Instrumentalpartien oder Singstimmen hinzu. So ist die Sinfonia der Kantate Wir danken dir, Gott, wir danken dir BWV 29 eine Umarbeitung des Preludio aus der Partita E-Dur für Solovioline BWV 1006. Den Violinpart übernimmt hier die Orgel, und ein umfangreicher Orchestersatz aus Streichern, Oboen, drei Trompeten und Pauken wurde hinzukomponiert.
Auch Georg Friedrich Händel bearbeitete eigene Werke für neue Besetzungen. Die bekannteste Transkription ist das Orgelkonzert Nr. 13 „Der Kuckuck und die Nachtigall“ (HWV 295). Den beiden Ecksätzen liegt die Triosonate für zwei Violinen und Basso continuo op.5 Nr.6 in F-Dur zu Grunde. Dem zweiten und dritten Satz dient als Vorlage das Concerto grosso op.6 Nr.9 in F-Dur. Zu den Kuckucksstimmen im zweiten Satz des Orgelkonzertes soll Händel das Orgelstück Capriccio sopra il cucu von Johann Caspar von Kerll inspiriert haben.

### Musik der Klassik
Von Joseph Haydn existiert eine authentische Klavierfassung des 2. Satzes des Kaiserquartetts mit dem Titel Variationen über die Hymne „Gott erhalte“.
Bereits der neunjährige Wolfgang Amadeus Mozart übertrug Sonaten von Johann Christian Bach zu Konzerten für Klavier, zwei Violinen und Bass KV 107. Außerdem richtete Mozart Fugen aus dem Bachschen Klavierzyklus Das Wohltemperierte Klavier für Streichtrio (KV 404a) und für Streichquartett (KV 405) ein.
Ludwig van Beethoven arbeitete sein Violinkonzert in D-Dur op. 61 für den Pianisten Muzio Clementi zu einem Klavierkonzert um. Er fügte eine Kadenz mit einem Paukensolo im ersten Satz ein und widmete das Konzert der Frau seines Freundes Stephan von Breuning, der hochmusikalischen Julie, geborene Vering.
Transkriptionen spielen in der Klassik eher eine untergeordnete Rolle. Dagegen greifen die Komponisten bei ihren Variationen auf Lieder oder Opernmelodien fremder Komponisten sehr häufig zurück.

### Musik der Romantik
Carl Maria von Webers Aufforderung zum Tanz ist ursprünglich ein Klavierstück in Des-Dur. Allerdings genießt die Übertragung des Klavierstücks zu einem Orchesterstück durch Hector Berlioz und Felix von Weingartner durch die Pracht der vielen Klangfarben wesentlich größere Popularität als Webers Original.
Mit Franz Liszt trat nicht nur ein genialer Virtuose, sondern auch ein Bearbeiter vieler fremder und eigener Werke in die Öffentlichkeit. Er führte 1830 die Bezeichnung Transkription für Klavierübertragungen ein, die „zwischen einer mehr oder minder strengen Bearbeitung und einer freien ‚Fantasie‘ stehen“ (Raabe, zitiert nach Brockhaus-Riemann).  Er legte sich seine Transkriptionen im Sinne der Romantik virtuos zurecht. Transkriptionen sind im Schaffen Liszt eine eigene Werkgruppe, wobei er hier zwischen Bearbeitungen, Fantasien, Reminiszenzen; Illustrationen, Paraphrasen, Klavierauszügen und Transkriptionen unterscheidet. So übertrug er Orgelwerke von Bach, die neun Symphonien von Beethoven, Lieder von Beethoven, Schubert, Mendelssohn-Bartholdy usw. und Opernmelodien von Auber, Bellini, Donizetti, Mozart, Verdi, Wagner usw. für das Klavier. Eine besonders geniale Transkription ist der erste Mephisto-Walzer aus seiner eigenen Orchesterpartitur Episoden aus Lenaus Faust zu einem virtuosen Klavierstück.
Johannes Brahms bearbeitete für Klavier zwei Stücke für Solovioline von Johann Sebastian Bach: Das Presto aus der g-Moll-Sonate und die Chaconne aus der Partita d-Moll. Als Zugabe diente einst häufig die Brahmsche Bearbeitung einer Gavotte aus Christoph Willibald Glucks Paris und Helena. Als Opus 56b gab Brahms die für Orchester komponierten Variationen über ein Thema von Haydn in einer Fassung für zwei Klaviere heraus.
Auch Heinrich Wilhelm Ernst, ein Verehrer der Musik von Franz Schubert, transkribierte einige Schubert-Werke, um sie auch in kleinen Konzerträumen aufführen zu können.
Edvard Grieg erstellte selbst Klavierauszüge seiner beiden Peer-Gynt-Suiten. Die Komposition Hochzeitstag auf Troldhaugen schrieb er sowohl als Klavier- als auch als Orchesterstück. Modest Mussorgski schrieb seine Bilder einer Ausstellung als Klavierzyklus. Sehr farbenreich und nuanciert ist die Orchestrierung dieser Komposition durch Maurice Ravel. Im Konzertsaal erklingen heutzutage beide Fassungen.

### 20. Jahrhundert
Um die Jahrhundertwende war Ferruccio Busoni ein bedeutender Verfechter der Transkription. In seinem Entwurf einer neuen Ästhetik der Tonkunst schreibt er darüber:

„Transcription: gegenwärtig ein recht missverstandener, fast schimpflicher Begriff. Die häufige Opposition, die oft unvernünftige Kritik in mir hervorrief, veranlassten mich zu dem Versuch, über diesen Punkt Klarheit zu gewinnen. Was ich endgültig darüber denke ist: jede Notation ist schon Transcription eines abstrakten Einfalls. Mit dem Augenblick, da die Feder sich seiner bemächtigt, verliert der Gedanke seine Originalgestalt. Die Absicht, den Einfall aufzuschreiben, bedingt schon die Wahl von Taktart und Tonart. Form- und Klangmittel, für welche der Komponist sich entscheiden muss, bestimmen mehr und mehr den Weg und die Grenzen. Es ist ähnlich wie mit dem Menschen. Nackt und mit noch unbestimmbaren Neigungen geboren, entschließt er sich oder wird er in einem gegebenen Augenblick zum Entschluss getrieben, eine Laufbahn zu wählen. Mag auch vom Einfall oder vom Menschen manches Originale, das unverwüstlich ist, weiterbestehen: sie sind doch vom Typus einer Klasse herabgedrückt. Der Einfall wird zu einer Sonate oder einem Konzert, der Mensch zum Soldaten oder Priester. Das ist ein Arrangement des Originals. Von dieser ersten zu einer zweiten Transcription ist der Schritt verhältnismäßig kurz und unwichtig. Doch wird im Allgemeinen nur von der zweiten Aufhebens gemacht. Dabei übersieht man, dass eine Transcription die Originalfassung nicht zerstört, also ein Verlust dieser durch jene nicht entsteht. Auch der Vortrag eines Werkes ist eine Transcription, und auch dieser kann – er mag noch so frei sich gebärden niemals das Original aus der Welt schaffen. – Denn das musikalische Kunstwerk steht, vor seinem Ertönen und nachdem es vorübergeklungen, ganz und unversehrt da. Es ist zugleich in und außer der Zeit, und sein Wesen ist es, das uns eine greifbare Vorstellung des sonst unbegreiflichen Begriffes von der Idealität der Zeit geben kann. Im übrigen muten die meisten Klavierkompositionen Beethovens wie Transcriptionen vom Orchester an, die meisten Schumannschen Orchesterwerke wie Übertragungen vom Klavier – und sind's in gewisser Weise auch.“

Busoni übertrug vor allem verschiedene Werke von Bach auf das Klavier: Bedeutend ist die Übertragung der Chaconne d-moll für Solovioline auf das Klavier. Bei den meisten Bearbeitungen handelt es sich aber um Orgelwerke: So übertrug er Choralvorspiele, das Präludium und Fuge D-Dur BWV 532, und die Orgeltoccaten C-Dur und d-moll BWV 564/565. Busoni entwickelt in diesen Werken viel Erfindungsgeist, den Orgelklang auf das Klavier zu übertragen und Orgelregister nachzuahmen. Neben Bach schrieb Busoni Klaviertranskriptionen über Kompositionen von Goldmark, Liszt, Mendelssohn-Bartholdy, Mozart und Offenbach.
Leopold Stokowski, während zehn Jahren Organist, schrieb Dutzende von Werken Bachs für Sinfonieorchester um, von der Arie Es ist vollbracht aus der Johannespassion und dem Lied Komm, süßer Tod über die Kantate Wachet auf, ruft uns die Stimme, die Toccata in d-Moll bis zur Passacaglia c-Moll, sowie auch La cathédrale engloutie aus dem ersten Buch der Préludes von Debussy.
Die Trois mouvements de Pétrouchka für Klavier von Igor Strawinski sind eines der schwierigsten und virtuosesten Werke der Klavierliteratur. Diese Transkription geht von der ersten Konzeption des Werkes aus: Hier war Petruschka ursprünglich als konzertantes Stück für Klavier und Orchester gedacht. Dabei soll das Klavier „eine plötzlich mit Leben begabte Marionette darstellen, die das Orchester mit diabolischen Fanfaren reizt, während das Orchester mit drohenden Fanfaren antwortet“. Sergej Diaghilew griff diese Idee sofort auf und überredete Strawinski daraus ein Ballett zu machen. Dabei blieben für das Klavier nur Episoden als Orchester-Solo-Instrument übrig.
Strawinski komponierte die Klaviertranskription im Jahre 1921 und widmete sie dem Pianisten Arthur Rubinstein. Der erste Satz ist der Russische Tanz. Im zweiten Satz Chez Petrouchka lässt sich Strawinskis Vorstellung vom Tasteninstrument deutlich erkennen: C-Dur gegen Fis-Dur, weiße gegen schwarze Tasten. Der dritte Satz La semaine grasse stellt an den Spieler vor allem hohe Ansprüche an seine Sprug- und Schlagtechnik. Für die Notierung des letzten Satzes verwendet Strawinski bis zu vier Systeme.
Auch die Komponisten der Neuen Wiener Schule schrieben Transkriptionen über Werke von älteren Komponisten. So übertrug Arnold Schönberg Walzer von Johann Strauss (Sohn) für interessante und ungewöhnliche kammermusikalische Besetzungen: Die Walzer Lagunenwalzer und Rosen aus dem Süden bearbeitete Schönberg für Harmonium, Klavier und Streichquartett, den Kaiserwalzer für Flöte, Klarinette, Klavier und Streichquartett. Ein Ständchen von Schubert transkribierte Schönberg für Klarinette, Mandoline, Gitarre und Streichquartett. Das Ständchen D 889 bearbeitete er für Singstimme, Klarinette, Fagott, Mandoline, Gitarre und Streichquartett.
Anton von Webern übertrug von Johann Sebastian Bach das Ricercata a 6 voci aus dem Musikalischen Opfer für Orchester. Er betrachtete Bachs Werk unter dem Blickwinkel seiner eigenen Stilistik und auf der Grundlage strenger motivischer Gliederung. So splittete er das neuntaktige Fugenthema auf drei Instrumente auf. Während der insgesamt zwölf Themeneinsätze wechseln zwar die Instrumentengruppierungen je nach Stimmlage, aber nicht die Gliederungsstruktur des Fugenthemas. Dieses Verfahren wird als Klangfarbenmelodie bezeichnet, ein Begriff, den Arnold Schönberg 1911 mit seiner Harmonielehre einführte.

## Übertragung von Musik in eine Notenschrift

### Anwendungsbereiche
Die Übertragung von akustisch wahrgenommener Musik in eine Notenschrift ist beispielsweise bei ethnomusikalischen Ton- und Musikaufzeichnungen erforderlich, wobei vor allem die Übertragung von Musik eines Kulturkreises in die Standard-Notenschrift eines anderen durch Informationsverlust problematisch sein kann. Sie wird aber auch im Bereich Jazzimprovisation benötigt oder bei Aufführungen von Künstlern, die selbst keine Notenschrift beherrschen. Beispielsweise konnte Anton Karas, der Komponist der Filmmusik zu Der dritte Mann keine Notenschrift – die gedruckte Fassung der Noten wurde aus seinem Zitherspiel transkribiert.

### Automatische Musiktranskription
Seit Ende des 20. Jahrhunderts beschäftigen sich Forscher weltweit mit den Möglichkeiten, dem Computer das Transkribieren von Musik beizubringen. Die Automatische Musiktranskription ist ein Anwendungsfall des Music Information Retrieval.
Hierbei werden vielerlei Algorithmen zur Instrumenten-Separation, Taktdetektion, Melodie- und Harmonieerkennung miteinander verknüpft.
Zu lösende Teilprobleme stellen folgende Bereiche dar:
- Notenanfangs-Erkennung (engl. Onset Detector)
- Rhythmische Analyse (Taktart, Beat, Notenarten)
- Tonhöhenerkennung (engl. Pitch Estimation)
  - einstimmig (monophon)
  - mehrstimmig (polyphon)
- Harmonische Analyse (Akkorde)
- Instrumentenerkennung

In Deutschland beschäftigen sich verschiedene Universitäten und Hochschulen, sowie das Fraunhofer-Institut für Digitale Medientechnologie und die AudioLabs des Fraunhofer-Instituts für Integrierte Schaltungen, mit dem Forschungsfeld.
Kommerzielle Software extrahiert aus aufgenommenem Tonmaterial sogenannte Metadaten und ermöglicht dadurch dem Anwender eine halbautomatische Transkription. Halbautomatisch deshalb, weil oftmals manuelle Korrekturen oder zusätzliche Informationsangaben erforderlich sind.
| Software                | Hersteller               | Vertrieb                 |
| ----------------------- | ------------------------ | ------------------------ |
| AudioScore Ultimate     | Neuratron                | M3C                      |
| capella audio2score     | capella-software         | capella-software         |
| IntelliScore            | Innovative Music Systems | Innovative Music Systems |
| Melodyne editor mit DNA | Celemony                 | Celemony                 |
| WIDI                    | Widisoft                 | Midimaster               |
| Songs2See Editor        | Fraunhofer IDMT          | Songquito UG             |
| Melody Scanner          | Klangio GmbH             | Klangio GmbH             |
| Piano2Notes             | Klangio GmbH             | Klangio GmbH             |
| Guitar2Tabs             | Klangio GmbH             | Klangio GmbH             |

Neben oben erwähnten Standalone-Programmen beherrschen manche Sequenzer, darunter Cubase (Vari-Audio), Funktionen zur Wandlung von Audio in MIDI. Weiter existieren VST-Plugins, welche sich auf einzelne Aufgaben, z. B. das Transkribieren von Perkussion, spezialisiert haben.